# チャイウォ
チャイウォ（ロシア語：Чайво）は、チャイウオ、チャイボとも呼ばれている北樺太（サハリン）の都市である。岡本監輔の記した窮北日誌では茶江（ちゃえ）と書かれている。
天然ガス田の開発プロジェクトであるサハリンプロジェクトのサハリン1が行われている場所である。